# Telecinco
Telecinco – hiszpański kanał telewizyjny. Został uruchomiony w 1989 roku. Kanał był dawniej znany jako Tele 5. Swoje eksperymentalne transmisje rozpoczął 10 marca 1989, a rok później został oficjalnie uruchomiony 3 marca 1990, stając się piątym ogólnokrajowym kanałem telewizji naziemnej i drugim prywatnym kanałem w Hiszpanii. W 1997 roku Tele 5 został przemianowany na Telecinco.